# 基希比希尔
基希比希尔是奥地利蒂罗尔州库夫施泰因县的一个市镇。总面积15平方公里，总人口5225人，人口密度348.3人/平方公里（2005年）。